# Pyszczyn (województwo kujawsko-pomorskie)
Pyszczyn – wieś w Polsce, położona w województwie kujawsko-pomorskim, w powiecie bydgoskim, w gminie Dobrcz.

## Podział administracyjny
W latach 1975–1998 miejscowość należała administracyjnie do województwa bydgoskiego.

## Demografia
Według danych Urzędu Gminy Dobrcz (XII 2020 r.) miejscowość liczyła 146 mieszkańców.

## Obiekty zabytkowe
Na terenie wsi zlokalizowany jest nieczynny cmentarz ewangelicki, miejsce pamięci narodowej oraz zespół dworsko-parkowy.

## Pomniki przyrody
W parku dworskim rośnie 7 pomników przyrody. Dwa pomniki przyrody nieożywionej w formie głazów narzutowych znajdują się w pobliżu dróg Pyszczyn - Nekla ("Głaz Grzymały") i Pyszczyn - Dobrcz.
| Nr | Nazwa                                                                            | Sztuk | Obwód                      | Zdjęcie |
| 1. | Kasztanowiec zwyczajny                                                           | 1     | 330 cm                     |         |
| 2. | Dąb szypułkowy                                                                   | 1     | 295 cm                     |         |
| 3. | Wiąz szypułkowy                                                                  | 5     | 302, 330, 340, 352, 402 cm |         |
| 4. | głaz narzutowy "Głaz Adama Grzymały-Siedleckiego" obok miejsca pamięci narodowej | 1     | 620 cm                     |         |
| 5. | głaz narzutowy                                                                   | 1     | 560 cm                     |         |